# 大蔵康義
大蔵 康義（おおくら やすよし）は、日本のトランペット奏者、音楽学者。

## 略歴
1936年、東京都生まれ、東京芸術大学音楽学部器楽科（トランペット）卒業。ABC交響楽団、日本で最初のプロフェッショナルな吹奏楽団である東京吹奏楽団の首席トランペット奏者などを歴任。東京芸術大学や管楽教育研究所において後進の育成に勤める。並行して情報技術による楽器音響や演奏の解析などの研究も進め、現在日本大学芸術学部音楽学科助教授。日本音響学会員。

## 書著
- アーバン金管教本 (1～3) (翻訳。管楽教育研究所名義)(ISBN 978-4115482111。ISBN 978-4115482128。ISBN 978-4115482135)
- 人は音・音楽をどのように聴いているのか ～統計による実証と楽曲リスト～ (ISBN 978-4-336-05215-5)
- 目で見る楽器の音 （ISBN 4-336-04625-5)
- 音と音楽の基礎知識 (ISBN 4-336-04122-9)